# Décès en juillet 1953
Décès
- 1949
- 1950
- 1951
- 1952
- 1953
- 1954
- 1955
- 1956
- 1957

Pour une information complémentaire, voir la page d'aide.

| Date      | Nom                | Pays                   | Activités                                   | Âge | Source |
| --------- | ------------------ | ---------------------- | ------------------------------------------- | --- | ------ |
| 3 juillet | Gordon Campbell    | Drapeau du Royaume-Uni | Vice-amiral et homme politique britannique. | 67  |        |
| 5 juillet | Alejandro González | Drapeau du Pérou       | Footballeur international péruvien.         | 38  | (es)   |
| 6 juillet | Temple Bailey      | Drapeau des États-Unis | Romancière et nouvelliste américaine.       | 84  | (en)   |